# Goodwood House
Pour les autres significations, voir Goodwood.
Goodwood House est un manoir du Sussex de l'Ouest, au Royaume-Uni. C'est le siège des ducs de Richmond.

## Histoire
Plusieurs architectes ont contribué à la conception de la maison, parmi lesquels James Wyatt. L'intention était de la construire selon un plan octogonal unique, mais seulement trois des huit côtés ont été bâtis. Certaines des parties les plus anciennes de la maison ont survécu, même si quelques sections ont été démolies dans le milieu du XXe siècle. La maison possède d'opulents intérieurs néoclassiques et est ouverte au public un nombre limité de jours par an. Elle est également disponible à la location pour les mariages et les événements organisés par les entreprises.

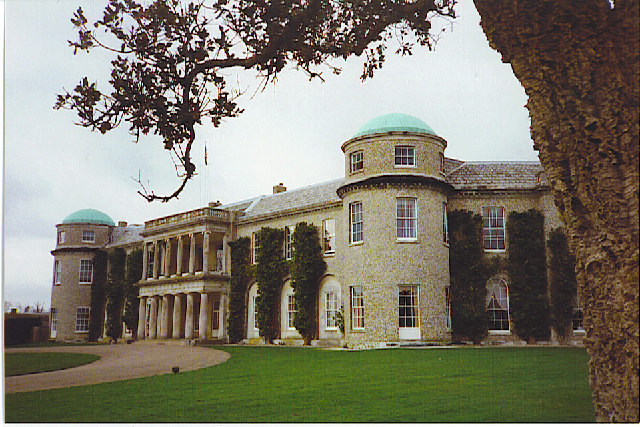
Goodwood House.

Le Goodwood Estate, situé à proximité, est un lieu important de rencontres sportives et de loisirs. C'est à cet endroit même que la célèbre Goodwood Racecourse (en) accueille le festival de courses de chevaux nommé Glorious Goodwood (en), qui est l'un des événements sociaux majeurs de la saison en Angleterre.
L'aéroport de Chichester/Goodwood (en) et le circuit de Goodwood sont situés non loin, tout comme le Goodwood Park Hotel ainsi que le Golf and Country Club. Le parc adjacent à la maison accueille également le festival de vitesse de Goodwood, un événement qui a rapidement revêtu une importance majeure dans l'agenda de tous les fans, participants, et entreprises associés à la course automobile. La Goodwood plant est située à l'extrémité sud du Goodwood Estate.
Dans le parc se trouvent un terrain de golf ainsi que le local du club connu sous le nom de The Kennels, et dans lequel seuls les adhérents sont admis. Il fut construit à l'origine pour les chiens du 3e duc de Richmond. À l'extérieur du parc, il y a l'hôtel, qui est aujourd'hui indépendamment géré par la société Goodwood, après avoir jadis appartenu au groupe hôtelier Marriott.

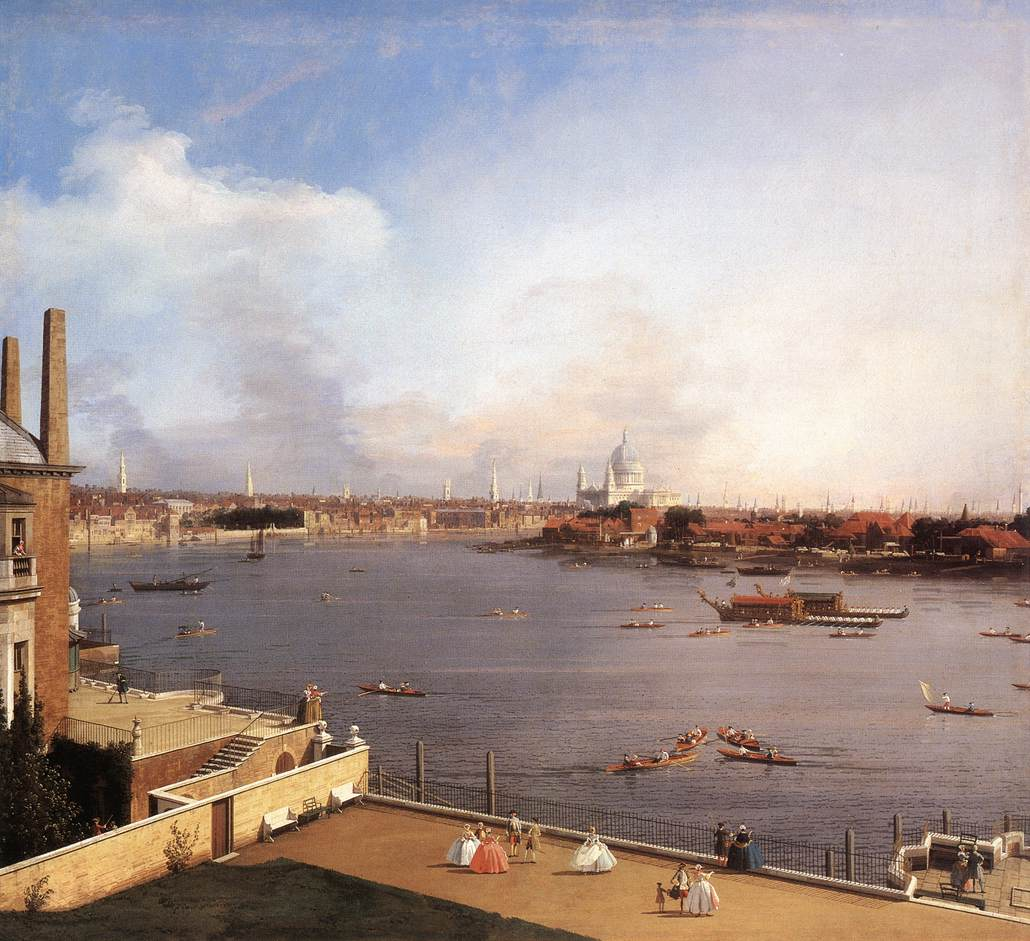
The River Thames from Richmond House: Védutisme classique de Canaletto, exposé à Goodwood House.

En 1982, le domaine de Goodwood accueillit les championnats du monde de cyclisme sur route. La course féminine a été remportée par la britannique Mandy Jones, tandis que la course professionnelle masculine a été gagnée par Giuseppe Saronni, qui lança un sprint terrible sur les 300 derniers mètres afin de dépasser l'américain Greg LeMond (qui allait remporter le titre l'année suivante) et le favori local, l'irlandais Seán Kelly.
Le long sentier appelé Monarch's Way traverse les dunes d'ouest en est, passant juste au sud de l'hippodrome. Goodwood House donne également directement sur le terrain de cricket, qui accueille le Goodwood Cricket Club (en).

## Source
- (en) Cet article est partiellement ou en totalité issu de l’article de Wikipédia en anglais intitulé « Goodwood House » (voir la liste des auteurs).